# Walter Lippmann
Walter Lippmann (23. září 1889 – 14. prosince 1974) byl americký novinář a filozof pocházející z newyorské židovské rodiny.
Proslavil se knihou Veřejné mínění (Public opinion) z roku 1922, která silně ovlivnila sociální vědy (zejména sociální psychologii, politologii a mediální studia) a stala se v nich jednou z nejcitovanějších prací ve 20. století. Lippmann v ní jako první rozebral roli stereotypu (pseudosvěta) v moderní společnosti, dospěl k názoru, že stereotypy (pseudosvět) jsou ve složitém světě nezbytné pro to, aby se v něm lidé orientovali a společnost zůstala soudržnou.
Jako první v ní definoval pojem zpravodajské hodnoty, čili aspekty, které jsou nutné pro to, aby mohla být událost mediována a aby z ní vznikla zpráva. Výrazně ovlivnil i mediální studia a odborný náhled na žurnalistiku.

## Život
Vystudoval filozofii na Harvardu. Roku 1913 patřil k zakladatelům liberálního časopisu The New Republic. Za první světové války byl poradcem prezidenta Woodrowa Wilsona, byl jedním z autorů jeho koncepce práva národů na sebeurčení, byl i členem americké delegace na Versailleské mírové konferenci v roce 1919. Od roku 1931 byl komentátorem deníku New York Herald Tribune, jeho sloupky vycházely pod titulkem Today and Tomorrow. Roku 1947 ve svém sloupku silně zpopularizoval pojem „studená válka“ (jehož autorem byl zřejmě George Orwell). Dvakrát za své komentáře získal Pulitzerovu cenu (1958, 1962). Jako vlivný politický komentátor hájil například respekt k sovětské sféře vlivu či kritizoval vietnamskou válku.

## Zpravodajské hodnoty
Walter Lippmann definoval pět zpravodajských hodnot, které z události v moderní společnosti udělají zprávu:
- Jednoznačnost

- Překvapení

- Prostorová blízkost

- Osobní zaujetí

- Konflikt

## České překlady
- Zahraniční politika a válečné cíle Spojených států, Praha, Družstevní práce 1946.